# Vina (stolica tytularna)
Vina (łac. Dioecesis Vinensis) – stolica historycznej diecezji w Cesarstwie Rzymskim, w prowincji Africa Proconsularis, sufragania metropolii Kartagina. Obecnie katolickie biskupstwo tytularne położone w Tunezji. 

## Biskupi
| L.p. | Biskup                         | Funkcja                                       | Od                | Do               | Uwagi                                           |
| ---- | ------------------------------ | --------------------------------------------- | ----------------- | ---------------- | ----------------------------------------------- |
| 1.   | Joseph Ferche                  | biskup pomocniczy wrocławski                  | 16 sierpnia 1940  | 23 września 1965 | zmarł                                           |
| 2.   | Patrick Lennon                 | biskup pomocniczy Kildare-Leighlin (Irlandia) | 14 maja 1966      | 25 września 1967 | mianowany biskupem Kildare-Leighlin             |
| 3.   | Lawrence Preston Joseph Graves | biskup pomocniczy Little Rock (USA)           | 24 lutego 1969    | 10 maja 1973     | mianowany biskupem Alexandrii                   |
| 4.   | Joachim Meisner                | biskup pomocniczy Erfurtu (Niemcy)            | 17 marca 1975     | 22 kwietnia 1980 | mianowany biskupem Berlina, późniejszy kardynał |
| 5.   | Hans Leo Drewes                | biskup pomocniczy Paderborn (Niemcy)          | 29 maja 1980      | 30 czerwca 1999  | zmarł                                           |
| 6,   | Hans-Josef Becker              | biskup pomocniczy Paderborn (Niemcy)          | 9 grudnia 1999    | 3 lipca 2003     | mianowany arcybiskupem metropolitą Paderborn    |
| 7.   | Anton Jamnik                   | biskup pomocniczy Lublany (Słowenia)          | 15 listopada 2005 |                  |                                                 |